# Mecometopus bolivianus
Mecometopus bolivianus là một loài bọ cánh cứng trong họ Cerambycidae.